# پیکسل‌ها (فیلم ۲۰۱۵)
پیکسل‌ها (انگلیسی: Pixels) فیلمی در ژانر علمی-تخیلی، اکشن و کمدی به کارگردانی کریس کلمبوس است که در سال ۲۰۱۵ به نمایش درآمدد. از بازیگران آن می‌توان به آدام سندلر، کوین جیمز و میشل موناهن اشاره کرد.

## چکیده داستان
در سال ۱۹۸۲ سام برنر و دوستش ویل کوپر در مسابقات قهرمانی بازی‌های ویدیویی آرکاد جهانی شرکت می‌کنند. سپس ویدئوهای این مسابقه با یک سفینه فضایی به فراسوی کهکشان فرستاده می‌شود تا برای تماس با موجودات فضایی فرضی از آن استفاده شود. سه دهه بعد، قدرتی از سیاره‌های دیگر با نسخه‌های زنده این بازی‌های ویدیویی که در ابتدا تنها پیام صلح بود، به بشریت حمله می‌کند. سام برنر باید با دولت آمریکا برای نجات بشریت همکاری کند.